# Tesi (azienda)
TESI S.R.L. - Tecnologie E Servizi Innovativi è un'azienda italiana attiva nel settore dell'aerospazio dal 1973.
È specializzata nella realizzazione di parti integranti e accessorie di velivoli.
Diverse sono le aziende che acquistano i prodotti fabbricati dalla Tesi, fra cui Boeing, Leonardo e Thales Alenia Space.

## Storia

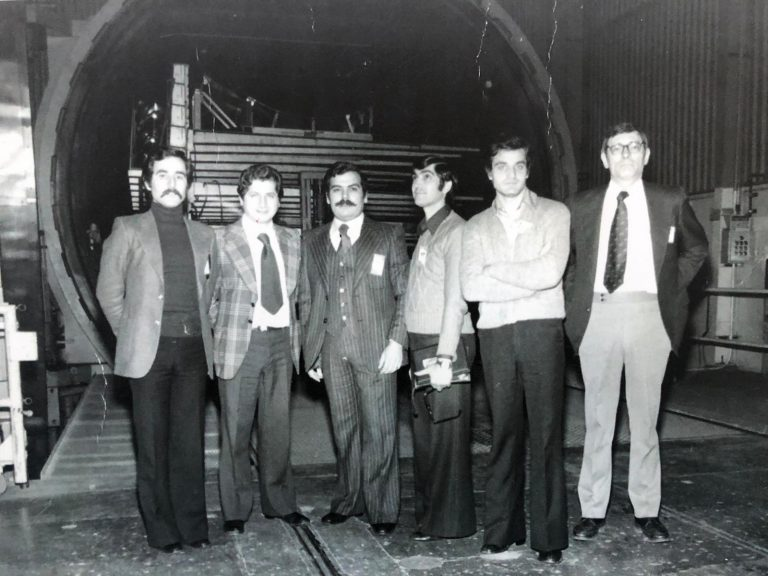
1975, team che costruì lo Spoiler 767, al centro Gabriele Punzo.

Fondata nel 1973 a Cercola da Gabriele Punzo (1942 - 2024), ex dipendente di Aeritalia, con il nome di Moderna Meccanica, divenuto poi TESI, acronimo di Tecnologie e servizi innovativi per l'aeronautica.
Nel 1983 venne inaugurata la nuova officina a Cercola, dove Gabriele acquistò un terreno di 2000 m².
Nel 1997, per ampliarsi, l'azienda sposta la sua sede operativa nel Cilento a Cicerale, acquistando diversi capannoni e macchinari.
Negli anni 2000 il primogenito di Gabriele, Luigi Punzo, diventa amministratore delegato dell'azienda e stipula diversi contratti con le multinazionali.
Nel 2014 a Seattle firma un contratto con Boeing, che prevede la realizzazione da parte della Tesi di alcuni componenti del Boeing 787 Dreamliner.
Nel 2015, invece, in Israele firma un contratto con Elbit Systems, per la realizzazione di particolari del Sukhoi Superjet 100.
Inoltre l'azienda ha realizzato gli MDPS per la parte posteriore di Orion della NASA e di Cygnus di Northrop Grumman, ovvero degli scudi metallici contro i micro meteoriti lungo il suo tragitto.
Partecipa al progetto BepiColombo dell'ESA, per cui progetta e realizza il supporto delle antenne con l'utilizzo di componentistica in titanio.
Nel 2021 partecipa al Salone aeronautico di Dubai.
Nel 2023 festeggia i suoi 50 anni di attività.

## Progetti
Diversi sono i progetti realizzati da Tesi tra cui:
- Milvus[7], un drone interamente elettrico, con tecnologia LIDAR.
- Door 4.0, sportello rielaborato di un ATR 42 e ATR 72.
- New Motion, un ATV interamente elettrico.
- MathSpace, si occupa della realizzazione della struttura del satellite nel programma ITAL-GOVSATCOM.
- HAPS, riguarda la progettazione di una piattaforma ad alta quota con una struttura mista innovativa.
- Opus, braccio robotico in ambito satellitare.
- Cormorant, uno dei primi mini idrovolanti, ovvero droni galleggianti.

## Certificazioni
Nel corso degli anni Tesi ha acquisito diverse certificazioni:
- UNI EN ISO 9001:2015 nel 2005, che attesta il sistema di gestione della qualità relativa alla progettazione e produzione di attrezzature.
- ENAC Approval Certification nel 2012, certificato di approvazione di impresa e produzione
- ELITE nel 2019, programma ideato dalla Borsa Italiana
- Nadcap Heat Treating nel 2020
- Nadcap Chemical Processing nel 2021
- Nadcap Nondestructive Testing nel 2021
- DOA rilasciata dall'EASA
- POA rilasciata dall'EASA
- AQAP 2310 rilasciato dalla NATO nel 2022